# Berberis jelskiana
Berberis jelskiana är en berberisväxtart som beskrevs av Schneider. Berberis jelskiana ingår i släktet berberisar, och familjen berberisväxter. Inga underarter finns listade i Catalogue of Life.